# Nationale Partij (Tsjechië)
De Nationale Partij (Tsjechisch: Národní Strana) was een politieke partij in Tsjechië. Petra Edelmannová was voorzitster van de partij. De partij was altijd eurosceptisch geweest en had liever het EU-lidmaatschap buiten de deur gehouden.
De partij maakte in 2008 een plan bekendgemaakt om een einde te maken aan wat zij zagen als het "zigeunerprobleem" in Tsjechië. Zij wilden de Roma-zigeuners verplaatsen van Tsjechië naar India. Hierbij werd de term eindoplossing (Endlösung) gebruikt, hetgeen internationaal tot grote verontwaardiging leidde. Op 28 oktober 2007 richtte de Nationale Partij een knokploeg op voor de bescherming van haar leden en het kracht bijzetten van haar idealen.
Op 21 mei 2009, in aanloop naar de Europese Parlementsverkiezingen van 2009, werd bekend dat de publieke omroep het spotje van de Nationale Partij niet langer wenste uit te zenden. In het filmpje werd ingegaan op de Roma-problematiek in Tsjechië. Na een groot ledenverlies trok Petra Edelmannová zich in op 1 december 2009 terug als partijvoorzitter. In 2013 werd de partij door de hoogste Tsjechische rechtbank ontbonden.